# Хубице
Хубице (слч. Hubice, мађ. Nemesgomba) насељено је мјесто са административним статусом сеоске општине (слч. obec) у округу Дунајска Стреда, у Трнавском крају, Словачка Република.

## Становништво
| Година:    | 1994. | 2004.   | 2014.    | 2024.    |
| ---------- | ----- | ------- | -------- | -------- |
| Број људи: | 504   | 510     | 576      | 656      |
| Разлика:   |       | +1,19 % | +12,94 % | +13,88 % |

| Година:    | 2023. | 2024.   |
| ---------- | ----- | ------- |
| Број људи: | 649   | 656     |
| Разлика:   |       | +1,07 % |

Према подацима о броју становника из 2011. године насеље је имало 567 становника.